# Szymon Czechowicz

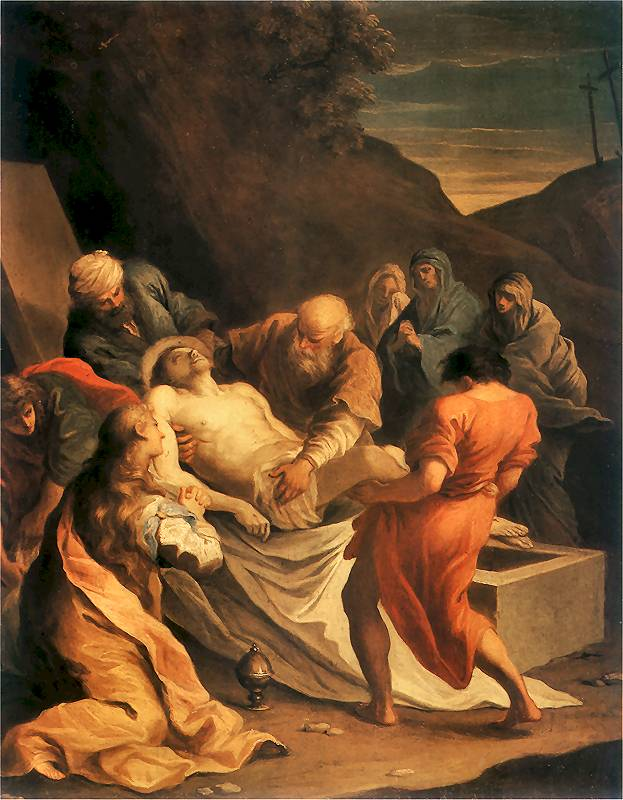
Złożenie do grobu, 1731

Szymon Czechowicz (Cracovia, 22 luglio 1689 – Varsavia, 21 luglio 1775) è stato un pittore polacco.

## Biografia
Nell'anno 1710 ebbe l'occasione di trasferirsi a Roma per studiare pittura sotto la guida di Carlo Maratta, di cui divenne un prezioso collaboratore.
Dopo la morte del maestro, soggiornò ancora a Roma, dove ricevette il premio dell'Accademia nazionale di San Luca.
In questa sua prima fase, le sue opere più riuscite si rivelarono quelle a tema religioso, come San Giovanni da Kent, San Luigi Gonzaga, Sant'Edvige, oltre a numerose pale commissionate da centri e privati polacchi. In quegli anni firmava le sue opere con: S.Cz.Pol.DOm.Ossol.Pictor Romae.
Rientrato in patria, si fermò a Cracovia per una decina di anni, realizzando lavori nelle chiese di Sant'Anna e San Pietro, prima di trasferirsi a Varsavia dove intensificò la sua attività ed indossò i panni di frate del terz'ordine di San Felice, passando i suoi ultimi anni al convento dei Cappuccini.

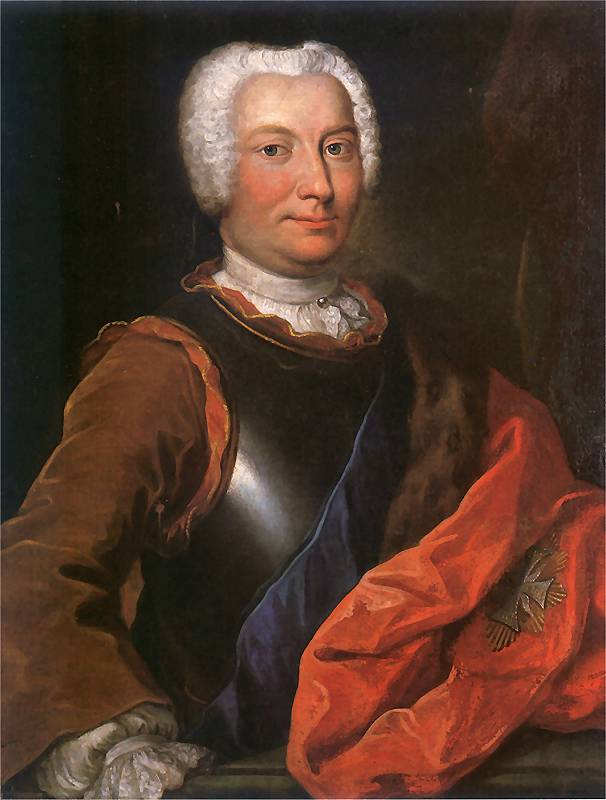
Ritratto Jana Czapskiego, 1742

Realizzò un numero alto di tele per chiese, conventi e castelli di Varsavia e dintorni, dai Carmelitani ai Piaristi, alla chiesa del castello di Podhorce.
Le sue opere più celebri comunque risultarono quelle presso le chiese lituane a Vilnius.
Nel 1770 dipinse una quarantina di pale e quadri per i Gesuiti a Polack.
Risultò celebre anche per i ritratti in stile italiano, tra i quali si ricordano quelli dei membri della famiglia Ossolinski, del vescovo Lipski, di Dembwoski, dei principi Sapieha, di Radziwill.
A Varsavia fondò una scuola di arte, e tra i suoi allievi si ricorda Francesco Szmuglewicz, attivo a Roma nel gruppo di 
Mengs.

## Galeria prac
| Titolo                                                           | Anno         | Collezione                             | Immagine |
| ---------------------------------------------------------------- | ------------ | -------------------------------------- | -------- |
| Autoritratto                                                     | 1775         | Tyzenhauzai Palace, Rokiškis, Lituania |          |
| Estasi di Santa Teresa , Vergine col Bambino Gesù e San Casimiro |              | Chiesa di Santa Teresa in Vilnius      |          |
| Martirio di San Giovanni Nepomuceno                              | 1750         | Museo nazionale di Varsavia            |          |
| Risurrezione                                                     | 1758         | Museo nazionale di Varsavia            |          |
| Ritratto di Michała Józefa Massalskiego                          | 1765         | Wileńska Galeria Obrazów               |          |
| Adorazione dei Magi                                              | XVIII secolo | Lwowska Galeria Sztuki                 |          |